# Боил (село)
 Тази статия е за селото.  За прабългарската титла вижте Боил.  
Боил е село в Североизточна България. То се намира в община Дулово, област Силистра.

## География
Село Боил се намира на 66,1 км от град Силистра, на 25,6 км от град Дулово, на 22,8 км от град Главиница.
Селото се намира на 387 км от столицата София и на 162 км от град Букурещ.
Преобладаващата надморска височина е от 215 до 230 м.
Селото се намира на територията на историко-географската област Южна Добруджа.
Климатът е умереноконтинентален с много студена зима и горещо лято. Районът е широко отворен на север и на североизток. През зимните месеци духат силни, студени североизточни ветрове, които предизвикват снегонавявания. През лятото често явление е появата на силни сухи ветрове, които пораждат ерозия на почвата. Почвите са плодородни – черноземи. Отглежда се главно пшеница, царевица и слънчоглед.

## История
През Османския период, след Освобождението и през периода на румънско господство над Добруджа селото се нарича Емирлер. От 1913 до 1940 година, село Боил попада в границите на Румъния, която тогава окупира Южна Добруджа. Училището в селото е основано през 1916 г. По силата на Крайовската спогодба селото е върнато на България през 1940 г. и е преименувано на Боил през 1942 г.
След 1944 г. в Боил е установено пълномощничество към Общинско управление и Съвет в село Паисиево. Народно читалище „Васил Левски“ – с. Боил е създадено през 1945 г., а ТКЗС „Нов живот“ в селото е учредено през 1956 г.
С указ № 5/обн. 8 януари 1963 г. е заличено близкото село Таркан, което е присъединено като квартал на Боил. От 1979 г. селото е кметство към Селищна система Окорш. В края на Възродителния процес през 1985 г. селото наброява 1104 жители, по-голямата част от които са от турски произход. През 1987 г. село Боил преминава в състава на Община Дулово. Селското училище работи до 2008 г. под названието Народно основно училище „Н. Й. Вапцаров“, след което е закрито.

## Личности
Родени
- Кемал Бунарджиев – писател